# Madeleine d'Allonne
Madeleine de Roybon d'Allonne, née et baptisée en janvier 1642 à Cépoy dans le Loiret et décédée le 17 janvier 1718 à la côte Saint-Martin près de Montréal, Nouvelle-France, est la première femme connue comme propriétaire terrienne et entrepreneuse en Ontario. Elle est l'une des femmes à s'établir dans cette colonie française d'Amérique.

## Biographie
Madeleine de Roybon d'Allonne est originaire de Cépoy près de Montargis (Loiret). Elle est la fille de Jacques de Roybon d'Allonne, un noble mineur, homme d’armes de la compagnie du roi de France, puis écuyer tranchant à la cour. Étant orpheline de mère, elle obtient le statut de « fille du roy » avec pour fortune sa dote royale exceptionnellement supérieure à 300 livres.   

### Femme, propriétaire et entrepreneuse en Nouvelle-France
Elle arrive vers 1676 en Nouvelle-France. Elle devint l'amie du gouverneur de la colonie René-Robert Cavelier de La Salle, un explorateur français, et loge dans sa seigneurie le Fort Frontenac (actuel Kingston) à partir de 1679.   
Elle lui fait don, le 24 août 1681, de 2 141 livres pour financer un voyage d'exploration sur le Mississippi. De retour criblé de dettes, il lui signe une reconnaissance de dette le 6 novembre 1683 à Québec et lui cède ses terres avant de partir pour sa dernière exploration.   
La seigneurie en question s'étend largement à l'ouest de Tonequignon (Collin's Bay). Elle y fait construire une demeure, des granges et un poste de traite. Elle plante des légumes et élève du bétail et développe également un commerce de pelleteries. C'est la première européenne à faire affaires dans les Grands Lacs en Ontario.   

### La chute
Peu de temps après le début de la guerre contre les Amérindiens Iroquois (1686-1700), au début août 1687, ceux-ci furieux contre la campagne des Français contre leurs alliés les Sénécas en 1686, détruisent sa demeure et ses terrains et la font prisonnière.
Elle est relâchée l'année suivante grâce à la médiation du père Jean de Lamberville, du père François Vaillant de Gueslis et du gouverneur de New York qui la font déplacer successivement à Onondaga, puis à Albany.
À partir de juillet 1688, elle vit rue Saint-Vincent à Montréal jusqu'à son décès, car le monopole de la traite l'empêche de retourner sur ses terres. Elle fait valoir ses droits à s'y réinstaller et plaide pour la liberté de commerce des pelleteries des habitants allant jusqu'à retourner en France pour appuyer sa demande en 1706. Le Conseil de la Marine conclut l'affaire 11 ans plus tard par une réponse de Vaudreuil Rigaud le 12 octobre 1717 lui signifiant que faute d'avoir fait valoir la valeur de sa concession à l'époque et d'avoir l'argent nécessaire pour remettre en état une propriété abandonnée depuis 30 ans, il ne pouvait lui reconnaître au plus qu'un droit à une pension du roi.

## À sa mémoire
- Une plaque mémorielle à Loyalist dans les comtés de Lennox et d'Addington en Ontario[5],[9]
- Une plaque commémorative sur une de ses anciennes propriétés sur la route 33 à l'est du pont flottant de la baie Parrott à l'ouest d'Amherstview[6]
- 1995 : Une école élémentaire publique de langue française sur la base militaire de Kingston porte son nom[6]
- 1998 : Évelyne Voldeng, Madeleine Roybon d'Alonne, La Dame de Cataracoui, éd. L'Interligne, coll. "La colonisation au XVIIIe siècle", 1998, 68p, roman historique biographique[8]